# Bíbul
Bíbul (en llatí: Bibulus, literalment 'bevedor') va ser un cognomen romà. És conegut sobretot en membres de la gens Calpúrnia i la gens Publícia.
Alguns dels personatges significatius amb al cognomen Bibulus van ser:
- Gai Publici Bíbul, tribú de la plebs l'any 209 aC
- Marc Calpurni Bíbul, cònsol el 59 aC
- Luci Calpurni Bíbul, governador de la província romana de Síria l'any 34 aC, fill de l'anterior
- Gai Calpurni Bíbul, edil curul l'any 22 dC